# Circonscription de Gashamo
La circonscription de Gashamo est une des 23 circonscriptions législatives de l'État fédéré Somali, elle se situe dans la Zone Degehabur. Son représentant actuel est Abderahman Husen.